# SSHFS
SSHFS (Secure SHell FileSystem) ist ein Netzwerkdateisystem, mit dem Datenspeicher anderer Rechner über SSH auf sichere Art und Weise über eine verschlüsselte Netzwerkverbindung in das eigene Dateisystem gemountet werden können.

## Verwendung
SSHFS wird verwendet, um Dateien und Verzeichnisse auf einem entfernten Rechner wie lokale Dateien und Verzeichnisse zu nutzen, ohne dass der entfernte Rechner dazu einen Netzwerkdateisystem-Dienst wie CIFS oder NFS bereitstellen muss. Auf der Gegenseite muss lediglich ein SSH-Server mit aktivierter SFTP-Funktion betrieben werden. Somit ist SSHFS die Umsetzung der Unix-Philosophie von Everything is a file auf der Ebene der Secure-Shell.

## Implementierung
Client und Server kommunizieren über das SSH File Transfer Protocol (SFTP), ein Netzwerkprotokoll, welches Dateizugriff, Dateitransfer und Dateiverwaltung über einen zuverlässigen Datenstrom ermöglicht. Es ist vom zugrunde liegenden Dateisystem des Servers unabhängig. SSHFS baut auf dem FUSE-Framework auf und arbeitet im User-Mode.

## Verbreitung
Es ist in den Standardrepositories von allen großen Linux-Distributionen, wie Debian, openSuse, Arch Linux und Ubuntu und seinen Derivaten verfügbar, sowie standardmäßig bei Live-Systemen wie Grml und Knoppix enthalten. Es ist ebenso für FreeBSD, OpenBSD, OpenSolaris, macOS und Android verfügbar.